# Élections générales grenadiennes de 1931
 (janvier 2024).
La mise en forme du texte ne suit pas les recommandations de Wikipédia : il faut le « wikifier ».
Les points d'amélioration suivants sont les cas les plus fréquents. Le détail des points à revoir est peut-être précisé sur la page de discussion.
- Les titres sont pré-formatés par le logiciel. Ils ne sont ni en capitales, ni en gras.
- Le texte ne doit pas être écrit en capitales (les noms de famille non plus), ni en gras, ni en italique, ni en « petit »…
- Le gras n'est utilisé que pour surligner le titre de l'article dans l'introduction, une seule fois.
- L'italique est rarement utilisé : mots en langue étrangère, titres d'œuvres, noms de bateaux, etc.
- Les citations ne sont pas en italique mais en corps de texte normal. Elles sont entourées par des guillemets français : « et ».
- Les listes à puces sont à éviter, des paragraphes rédigés étant largement préférés. Les tableaux sont à réserver à la présentation de données structurées (résultats, etc.).
- Les appels de note de bas de page (petits chiffres en exposant, introduits par l'outil «  Source ») sont à placer entre la fin de phrase et le point final[comme ça].
- Les liens internes (vers d'autres articles de Wikipédia) sont à choisir avec parcimonie. Créez des liens vers des articles approfondissant le sujet. Les termes génériques sans rapport avec le sujet sont à éviter, ainsi que les répétitions de liens vers un même terme.
- Les liens externes sont à placer uniquement dans une section « Liens externes », à la fin de l'article. Ces liens sont à choisir avec parcimonie suivant les règles définies. Si un lien sert de source à l'article, son insertion dans le texte est à faire par les notes de bas de page.
- La présentation des références doit suivre les conventions bibliographiques. Il est recommandé d'utiliser les modèles {{Ouvrage}}, {{Chapitre}}, {{Article}}, {{Lien web}} et/ou {{Bibliographie}}. Le mode d'édition visuel peut mettre en forme automatiquement les références.
- Insérer une infobox (cadre d'informations à droite) n'est pas obligatoire pour parachever la mise en page.

Pour une aide détaillée, merci de consulter Aide:Wikification.
Si vous pensez que ces points ont été résolus, vous pouvez retirer ce bandeau et améliorer la mise en forme d'un autre article.
Les élections générales ont eu lieu à Grenade en 1931.

## Système électoral
Le Conseil législatif est composé de 16 membres ; le gouverneur (qui exerce les fonctions de président du conseil), sept membres « officiels » (fonctionnaires), trois membres nommés et cinq membres élus. Le droit de vote était exclusif aux hommes âgés de 21 ans ou plus et aux femmes âgées de 30 ans ou plus qui résidaient à la Grenade depuis au moins deux ans et disposaient d'un revenu d'au moins 30 £ par an, possédaient une propriété d'une valeur de 150 £ ou plus ou louaient une propriété. pour au moins 12 £ par an. La candidature était réservée aux hommes qualifiés disposant d'un revenu annuel minimum de 200 £ et qui vivaient dans leur circonscription depuis au moins un an ou possédaient une propriété d'une valeur d'au moins 500 £.
Il y avait 2 272 électeurs inscrits, alors qu'il n'y en avait que 2 088 en 1928.

## Résultats
L'Association des travailleurs de Grenade avait quatre candidats ; T. A. Marryshow, George Elmore Edwards, John Fleming et Fitz Henry Copland. L'ATG a également soutenu Willan E. Julien à St David's – South St George's. 
| Circonscription électorale      | Membre                |
| ------------------------------- | --------------------- |
| Saint André                     | George Elmore Edwards |
| St David's – Sud de St George's | Willan E. Julien      |
| Saint-Georges                   | TA Marryshow          |
| Saint-Jean – Saint-Marc         | John Fleming          |
| St Patrick et Carriacou         | Frederick B. Paterson |
| Source : Brizan                 |                       |

## Source
1. ↑  George I. Brizan (1984) Grenada, Island of Conflict, p316
2. 1 2  Patrick A.M. Emmanuel (1967) Crown Colony Politics in Grenada, 1917–1951, p1
3. 1 2  Emmanuel, p64
4. 1 2 3  Emmanuel, p100
5. ↑  Emmanuel, p75